# François Crépin
François Crépin (Rochefort, 30 oktober 1830 - Brussel, 30 april 1903) was een Belgisch botanicus, gespecialiseerd in de studie van de rozen.  Hij was van 1876 tot 1901 directeur van de Rijksplantentuin en nam er het initiatief om de flora die in Kongo-Vrijstaat werd verzameld, te gaan bestuderen. Zijn auteursaanduiding is Crép.

## Leven en werk

### Manuel de la flore de Belgique
Hij was de oudste zoon van griffier van het vredegerecht Jean François Joseph Crepin en van Marie Hastire, dochter van een arts uit Wavreille. Crépin was al vlug schoolmoe en daarom lieten zijn ouders hem op 14-jarige leeftijd privé-onderwijs volgen bij Romain Beaujean, een familievriend die zelf onderwijzer was te Wavreille. Beaujean, die een natuurvriend was, kon bij hem een grote interesse voor de natuurwetenschappen doen opwekken.
Na ruim een jaar bij Beaujean les gevolgd te hebben ging Crépin aan de slag als postbediende in zijn geboortedorp. Als groot liefhebber van de plantkunde begon hij een uitgebreide bibliotheek aan te leggen. Samen met zijn jongere broer trok hij op de vrije momenten de natuur in. In april 1850 werd hij benoemd tot ambtenaar bij het hoofdbureau van de Belgische Posterijen in Namen waar hij een functie met verantwoordelijkheid kreeg. Omdat de vrije tijd hem ontbrak om de natuur in te trekken, nam hij al spoedig zijn ontslag in Namen en keerde terug naar zijn geboortedorp waar hij een minder veeleisende ambtenarenfunctie opnam.
Tussen 1852 en 1860 trok hij door de Ardennen om de inheemse flora beter te leren kennen. Hij doorkruiste vooral de provincies Namen, Luik en Luxemburg en stuurde zijn verslagen naar de Koninklijke Academie van België die ze regelmatig publiceerde in haar Bulletin. In 1860 publiceerde hij zijn eerste grote werk en meteen zijn belangrijkste werk, de Manuel de la flore de Belgique, dat verscheidene herdrukken kende gedurende ruim een halve eeuw. Het werd door generaties botanici gebruikt als vademecum waardoor zijn naam was gemaakt.

### Crépin als docent en conservator
In 1861 werd Crépin docent in de plantkunde aan de tuinbouwschool van Gentbrugge die door Louis Van Houtte was opgericht. Hij werd er de opvolger van Michel Scheidweiler die plots was overleden. Het jaar nadien was hij een van de medestichters van de Koninklijke Belgische Botanische Vereniging. Crépin werd bestuurslid van de vereniging die onder het voorzitterschap stond van Barthélemy Dumortier, de nestor van de Belgische botanici. Hij nam Crépin onder zijn hoede en liet hem vanaf 1866 onderzoek doen op het domein van het rozengeslacht, het zou uiteindelijk zijn levenswerk worden. Datzelfde jaar werd hij eveneens secretaris-generaal van de vereniging.
Crépin werd in 1869 door Édouard Dupont, directeur van het Museum voor Natuurwetenschappen te Brussel, gevraagd om in het museum een afdeling plantenpaleontologie op te zetten. Tegelijkertijd bleef hij verder lesgeven in Gentbrugge tot in 1872 toen hij benoemd werd tot conservator van de door hem opgerichte museumafdeling die een forse uitbreiding kende met de verzameling van de pas overleden paleobotanicus Eugène Coemans. Hij onderzocht er plantenfossielen en geologische afzettingen.

### Crépin als directeur van de Rijksplantentuin
Dupont, die in 1875 eveneens directeur van de Rijksplantentuin was geworden, stelde Crépin aan als zijn secretaris. Het jaar nadien trad Dupont af als directeur van de Rijksplantentuin om zich volledig te gaan richten op het Museum voor Natuurwetenschappen en het was Crépin die hem opvolgde. Als directeur schonk hij veel aandacht aan de bestaande herbaria. Zijn eerste verwezenlijking was de vernieuwing van de herbariumzaal die het centrum van de activiteit van de plantentuin werd. Hij breidde deze nog verder uit door onder meer de aankoop van het herbarium van Carl Friedrich Philipp von Martius waardoor ook de exotische flora haar intrede deed in de Rijksplantentuin. Ook de bibliotheek van de plantentuin wist hij uit te breiden.
Omstreeks 1895 werd onder zijn leiding begonnen met het bestuderen van de flora die op initiatief van Edmond van Eetvelde werd verzameld in Kongo-Vrijstaat. Hij belastte conservator Théophile Durand en diens assistent Émile De Wildeman met deze taak. Het Congolese herbarium van de plantentuin kreeg internationale weerklank. Zelf bleef Crépin het rozengeslacht bestuderen en zijn rozenherbarium uitbouwen tot in 1898. Hij bleef directeur van de plantentuin tot aan zijn pensioen in 1901, toen hij werd opgevolgd door Durand. Twee jaar later stierf hij op 72-jarige leeftijd.
Crépin was sinds 1875 lid van de Koninklijke Belgische Academie nadat hij er in 1872 reeds corresponderend lid van was geworden. In 1888 was hij er een jaar lang directeur van de Klasse Wetenschappen. Hij was eveneens lid van diverse buitenlandse botanische verenigingen waaronder de Koninklijke Nederlandse Botanische Vereniging, de Linnean Society of London, de Royal Horticultural Society en de Deutsche Botanische Gesellschaft. Diverse plantensoorten werden naar hem vernoemd. In zijn geboortedorp werd een straat naar hem vernoemd.

## Publicaties (selectie)
Naast honderden artikels over het rozengeslacht die hij schreef in het tijdschrift van de Belgische Botanische Vereniging en andere voornamelijk buitenlandse botanische tijdschriften publiceerde Crépin de volgende werken:
- Manuel de la flore de Belgique, ou Description des familles et des genres, Brussel, 1860 (zesde druk in 1916)
- La nomenclature botanique au congrès international de botanique de Paris, Rochefort, 1867
- Primitiæ monographiæ Rosarum: matériaux pour servir à l'histoire des roses, Gent 1869–1882 (zes delen)
- Guide du touriste: Rochefort et ses environs, Rochefort, 1870
- Paléontologie végétale de la Belgique, Brussel, 1873
- Flore médicale de la Belgique, Brussel, 1873
- Notions élémentaires de botanique, à l'usage des écoles, Brussel, 1876 (herdruk in 1882)
- Guide du botaniste en Belgique : (plantes vivantes et fossiles), Brussel, 1878
- Nouvelle classification des roses, Brussel, 1891